# ムアマドゥ・ドラメー
ムアマドゥ・ドラメー（Mouhamadou Drammeh 、1999年5月15日 - ）は、フランス・パリ出身のプロサッカー選手。ルーマニアのFCウニヴェルシタテア・クルジュ所属。ポジションは、ミッドフィールダー。ガンビア系フランス人。

## 経歴
2020年10月17日、1-3で敗れたホームのFCロリアン戦でリーグ・アンデビューを果たした。